# فريدريك هولست
فريدريك هولست (بالنرويجية البوكمول: Frederik Holst)‏ هو بروفيسور وجراح وطبيب نرويجي، ولد في 14 أغسطس 1791 في هولمستراند في النرويج، وتوفي في 4 يونيو 1871 في Christiania/Kristiania ‏ في النرويج.